# Kedawong
Kedawong is een bestuurslaag in het regentschap Jombang van de provincie Oost-Java, Indonesië. Kedawong telt 2614 inwoners (volkstelling 2010).